# Sierra de la Mantiqueira
La sierra de la Mantiqueira (en portugués Serra da Mantiqueira) es una formación geológica que data del período Cretáceo; está compuesta por un macizo rocoso que posee una gran área de tierras altas, desde 1000 hasta casi 3000 m s. n. m., a lo largo de los estados de São Paulo, Río de Janeiro y Minas Gerais siendo en este último donde se localiza la mayor parte de la formación rocosa; su nombre tiene origen en una palabra tupí que significa montaña que llora.

## Localización y extensión

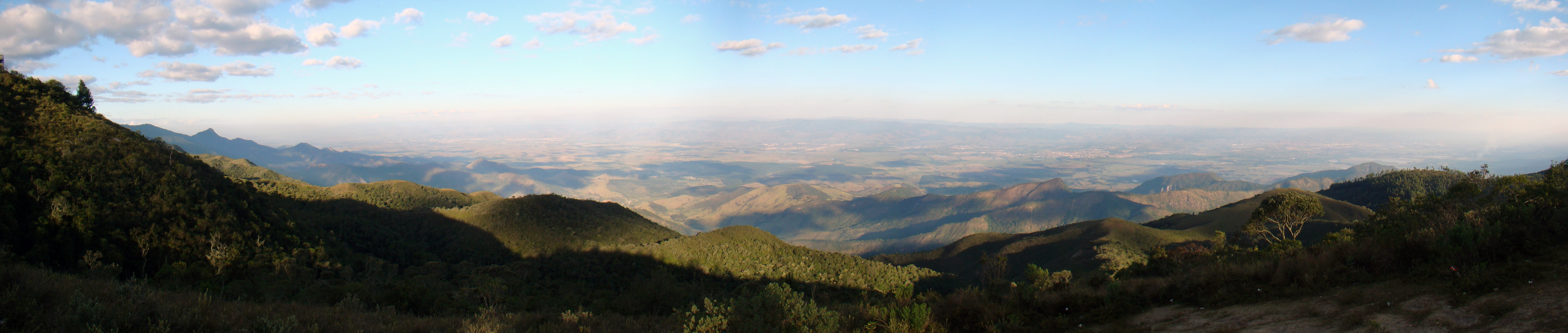
Pico de Itapeva en Sierra de Mantiqueira, ciudad de Campos do Jordão, estado de São Paulo, Brasil.

El macizo de la Sierra de la Mantiqueira posee aproximadamente 500 km de extensión y comienza cerca de la ciudad paulista de Bragança Paulista y continúa hacia el este delineando la división de los tres estados brasileños hasta la región del Parque nacional de Itatiaia donde se adentra en el estado de Minas Gerais hasta la ciudad de Barbacena.
Su punto más alto es la Piedra de la Mina con 2798 m s. n. m. en la división estatal entre Sao Paulo y Minas Gerais y su punto más bajo es la Garganta del Embaú por donde pasaron los Bandeirantes durante sus expediciones al interior de Brasil.
Sus riachuelos forman el río Jaguary (responsable por el abastecimiento de la región norte de la región metropolitana de Sao Paulo), el río Paraíba do Sur (que corta una región densamente poblada y altamente industrializada en el eje Río de Janeiro-Sao Paulo) y por último el río Grande que hace parte del mayor complejo hidroeléctrico de Brasil.
En las mesetas ubicadas al norte de la sierra que se adentran en el territorio de Minas Gerais hay fuentes de aguas minerales localizadas en Caxambú, San Lorenzo y los Pozos de Caldas. En su lado sur se encuentran las fuentes de Aguas de la Plata, localizadas en la Sierra del Ciervo.

## Toponimia
El nombre Mantiqueira se origina de una transcripción del tupí para la frase “Montaña que llora”, debido a la gran cantidad de nacimientos, cascadas y riachuelos que se aprecian en sus laderas. El nombre da una idea de la gran importancia que tiene la sierra como fuente de agua potable, que abastece a un gran número de ciudades del sudeste brasilero. 

## Ecosistema
La Sierra de la Mantiqueira integra el ecosistema de la Mata Atlántica, presentando zonas remanentes de ella, así como bosques montañosos. Junto a eso, la sierra posee una vasta fauna nativa como los Venados de campo, Lobo-guará, perro-vinagre, gato-leopardo, paca, bugio, mico sauá, mono, tucán y ardilla.
- Datos: Q200635
- Multimedia: Serra da Mantiqueira / Q200635